# Mildred Dunnock
Mildred Dunnock (født 25. januar 1901, død 5. juli 1991) var en amerikansk teater-, tv- og filmskuespiller. Dunnock har en stjerne på Hollywood Walk of Fame for sine bidrag til film.

## Karriere
Efter en række roller på Broadway modtog Dunnock ros fra kritikere for sin rolle som en walisisk lærer i The Corn is Green fra 1940. Dunnock filmdebuterede i filmatiseringen af skuespillet i 1945 overfor Bette Davis.
I 1940'erne spillede Dunnock primært på scenen i dramaer som Another Part of the Forest (1946) og En sælgers død (1948). Sin involvering i filmatiseringen af skuespillet gav hende sin første Oscars nominering. Hun modtog sin anden nominering for i Baby Doll (1957). Dunnock optrådte også i film som Hvem har dræbt Harry? (1955), Reno-brødrene (1956), Peyton (1957), Nonnen (1959), Ikke for penge (1960) og Ungdoms søde fugl (1962). Hun spillede den kørestolsbundne kvinde, som Richard Widmark satte ned for en trappe i Dyrekøbt (1947).
Ud over sin succesfulde karriere i teater og på film medvirkede Dunnock ofte i forskellige tv-serier i gæsteroller, og senere i sin karriere i flere tv-film, herunder en tilpasning af En sælgers død.

## Privatliv
Dunnock var gift med Keith Urmy fra 1933 indtil hendes død. Parret havde et barn. Hun døde af naturlige årsager i Oak Bluffs, Massachusetts 1991, 90 år gammel.